# Klanac (Vrbovsko)
Klanac, lok. kajkavski tj. kekavski Klanec je naselje u Republici Hrvatskoj u Primorsko-goranskoj županiji, u sastavu grada Vrbovsko.

## Zemljopis
Klanac je smještena oko 10 km sjeveroistočno od Vrbovsko, susjedna naselja su Damalj i Severin na zapadu, Plešivica na jugu, i Rim na istoku.

## Stanovništvo
Prema popisu stanovništva iz 2011. godine naselje Klanac je imalo 35 stanovnika.
| broj stanovnika | 166   | 175   | 152   | 149   | 143   | 138   | 107   | 116   | 123   | 113   | 86    | 95    | 74    | 83    | 57    | 35    | 31    |
|                 | 1857. | 1869. | 1880. | 1890. | 1900. | 1910. | 1921. | 1931. | 1948. | 1953. | 1961. | 1971. | 1981. | 1991. | 2001. | 2011. | 2021. |